# Skeletons in the Closet
Skeletons in the Closet è un album di cover del gruppo musicale finlandese Children of Bodom, pubblicato il 23 settembre 2009.

## Tracce
1. Lookin' Out My Back Door (Creedence Clearwater Revival)
2. Hell Is for Children (Pat Benatar)
3. Somebody Put Something in My Drink (Ramones)
4. Mass Hypnosis (Sepultura)
5. Don't Stop at the Top (Scorpions)
6. Silent Scream (Slayer)
7. She Is Beautiful (Andrew W.K.)
8. Just Dropped In (To See What Condition My Condition Was In) (Kenny Rogers)
9. Bed of Nails (Alice Cooper)
10. Hellion (W.A.S.P.)
11. Aces High (Iron Maiden)
12. Rebel Yell (Billy Idol)
13. No Commands (Stone)
14. Antisocial (Trust/Anthrax)
15. Talk Dirty to Me (Poison)
16. War Inside My Head (Suicidal Tendencies)
17. Ooops!… I Did It Again (Britney Spears)

## Formazione
- Alexi Laiho - voce, chitarra
- Roope Latvala - chitarra
- Jaska W. Raatikainen - batteria
- Hennka T. Blacksmith - basso
- Janne Wirman - tastiera